# Marco Mengoni
Marco Mengoni   (Ronciglione, 25 de desembre de 1988) és un cantant italià.
Va aconseguir la fama el 2009, en guanyar la tercera temporada de la versió italiana del talent show X Factor. L'any següent va ser el tercer classificat en el 60è Festival de la Cançó de Sant Remo amb la cançó Credimi ancora.
A gener de 2011, havia venut un total de 220.000 còpies a Itàlia amb els seus dos primers EP i el seu àlbum en viu Re matto live. El 2010 es va convertir en el primer artista italià a guanyar el premi al Millor Artista Europeu en els premis MTV Europe Music Awards. El seu primer àlbum d'estudi, Solo 2.0, va ser llançat el setembre de 2011.
El 16 de febrer de 2013, va ser proclamat guanyador del 63è Festival de la Cançó de Sant Remo amb la cançó L'essenziale i es va anunciar que representaria a Itàlia al Festival de la Cançó d'Eurovisió 2013; on finalment va quedar en setena posició amb 126 punts, millorant la posició d'Itàlia respecte a l'any anterior.
Una dècada més endavant, el 12 de febrer de 2023, va ser el vencedor del 73è Festival de la Cançó de San Remo amb la cançó Due vite, amb la qual cosa es va convertir en el representant d'Itàlia al Festival de la Cançó d'Eurovisió d'aquell any. Finalment va aconseguir la quarta posició amb 350 punts.

## Discografia
- 2010 - Re matto live
- 2011 – Solo 2.0
- 2013 – Pronto a correre
- 2015 – Parole in circolo
- 2015 – Le cose che non ho
- 2016 - Marco Mengoni Live
- 2018 – Atlantico